# Gadsdenfördraget
Gadsdenfördraget mellan USA och Mexiko innebar att cirka 77 000 km² (19 miljoner acre) land i södra delarna av nuvarande New Mexico och Arizona såldes av Mexiko till USA för 10 miljoner dollar (se även USA:s territoriella expansion).
USA avsåg med fördraget att möjliggöra byggandet av en sydlig transkontinental järnväg. Fördraget skrevs under den 30 december 1853 av USA:s minister i Mexiko James Gadsden och den mexikanska presidenten Antonio López de Santa Anna varefter landet inlemmades i dåvarande New Mexico-territoriet.
Landet som såldes går i USA under beteckningen Gadsdenköpet.